# Leonardo Renan Simões de Lacerda
Leonardo Renan Simões de Lacerdaa (Belo Horizonte, Minas Gerais, 30 de enero de 1988), más conocido como «Léo», es un futbolista brasileño que actúa como defensor en el Chapecoense.

## Clubes
| Club            | País   | Año       |
| --------------- | ------ | --------- |
| Grêmio          | Brasil | 2007-2009 |
| S. E. Palmeiras | Brasil | 2010      |
| Cruzeiro E. C.  | Brasil | 2010-2021 |
| Chapecoense     | Brasil | 2022-     |

## Palmarés

### Campeonatos regionales
| Título             | Club           | País   | Año  |
| ------------------ | -------------- | ------ | ---- |
| Campeonato Gaúcho  | Grêmio         | Brasil | 2007 |
| Campeonato Mineiro | Cruzeiro E. C. | Brasil | 2011 |
| Campeonato Mineiro | Cruzeiro E. C. | Brasil | 2014 |
| Campeonato Mineiro | Cruzeiro E. C. | Brasil | 2018 |
| Campeonato Mineiro | Cruzeiro E. C. | Brasil | 2019 |

### Campeonatos nacionales
| Título         | Club           | País   | Año  |
| -------------- | -------------- | ------ | ---- |
| Serie A        | Cruzeiro E. C. | Brasil | 2013 |
| Serie A        | Cruzeiro E. C. | Brasil | 2014 |
| Copa de Brasil | Cruzeiro E. C. | Brasil | 2017 |
| Copa de Brasil | Cruzeiro E. C. | Brasil | 2018 |